# لانکارتی
لانکارتی (به انگلیسی: Luncarty) یک روستا در بریتانیا است که در پرت و کینروس واقع شده‌است.